# Fudbalski Klub Sutjeska Nikšić
El Fudbalski Klub Sutjeska Nikšić (en montenegrino cirílico: Фудбалски клуб Сутјеска Никшић) es un club de fútbol de Montenegro de la ciudad de Nikšić. Fue fundado en 1927 y juega en la Primera División de Montenegro.

## Historia
El Sutjeska en sus inicios se llamó Hajduk Nikšić, posteriormente Hercegovac Nikšić, hasta que en 1944 se denominó como lo hace actualmente, FK Sutjeska Nikšić.
Es un club importante en el fútbol montenegrino. En la temporada 2007/08 estuvo cerca del descenso tras una pésima temporada. Quedó penúltimo y jugó el playoff de descenso contra el FK Čelik, también equipo de la ciudad de Nikšić. El Sutjeska salvó la categoría tras vencer en el playoff. En la temporada 2008/09 el equipo luchó por los puestos de competición europea y clasificó a la Europa League de 2009-10. 
El FK Sutjeska ganó el primer título nacional de su historia en la temporada 2012-13, con cinco puntos más que sus eternos rivales, el FK Budućnost. Durante esa temporada, los partidos en casa del FK Sutjeska fueron vistos por más de 7.000 espectadores, lo que supuso el récord desde los años ochenta. Como campeón montenegrino, Sutjeska participó en las eliminatorias de la UEFA Champions League 2013-14, con eliminación en la segunda ronda, contra el FC Sheriff de Moldavia.

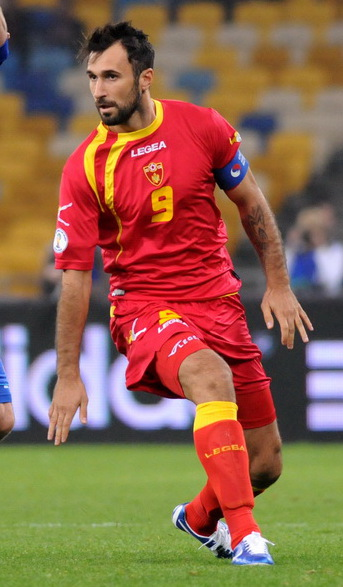
Mirko Vučinić inició su carrera en el Sutjeska.

El Sutjeska ha sido cuna de varios jugadores de renombre, como Mirko Vučinić, Vukašin Poleksić, Damir Čakar o Andrija Delibašić. El patrocinador del club es Meridian.

## Palmarés

### Torneos nacionales
- Primera División de Montenegro (5)

2012-13, 2013-14, 2017-18, 2018-19, 2021-22.
- Copa de Montenegro (2)

2017, 2023

## Entrenadores
- Milan Živadinović (1981 –1983)
- Vukašin Višnjevac (1983)
- Milovan Đorić (1990 –1991)
- Nikola Rakojević (1991 –1992)
- Dragoljub Bekvalac (1998 –1999)
- Žarko Olarević (1998 -1999)
- Pero Giljen (1999 –2000)
- Nenad Starovlah (2000 –2001)
- Vojin Lazarević (2001)
- Brajan Nenezić (2001 –2002)
- Pero Giljen (2002)
- Branko Smiljanić (2002)
- Jovan Gardasević (2003)
- Slavenko Kuzeljević (2003 -2004)
- Miodrag Bajović (2004 –2005)
- Pero Giljen (Mar 2005 –Apr 2005)
- Branko Smiljanić (Abr 2005 – )
- Brajan Nenezić (2006)
- Pero Giljen (Sep 2006 -Apr 2008)
- Brajan Nenezić (Abr 2008 -May 2008)
- Nikola Rakojević (2008-09).
- Dragan Lacmanović (2010-11)
- Saša Petrović (2011-12)
- Dragan Radojičić (2012–14)
- Mile Tomić (2014-15)
- Aleksandar Nedović (2015-2016)
- Nebojša Jovović (2016 –2017)
- Nikola Rakojević (2017 –2020)
- Dragan Radojičić (2020)
- Miljan Radović (2020 –May 2021)
- Milija Savović (Jun 2021–Ago 2022)
- Nenad Brnović (Ago 2022–Ago 2023)
- Vladimir Janković (Ago 2023–Dic 2023)
- Dragan Mijanović (Dic2023–)

## Participación en competiciones de la UEFA
| Temporada | Torneo                   | Ronda            | Club                  | Casa | Visita     | Global       |  |
| --------- | ------------------------ | ---------------- | --------------------- | ---- | ---------- | ------------ |  |
| 2003      | UEFA Intertoto Cup       | 1                | Racing FC             | 3–0  | 1–1        | 4–1          |  |
| 2003      | UEFA Intertoto Cup       | 2                | Tampere United        | 0–0  | 0–1        | 0–1          |  |
| 2009–10   | UEFA Europa League       | Clasificatoria 1 | FC Partizan-MTZ Minsk | 1–1  | 1–2 (t.e.) | 2–3          |  |
| 2013–14   | UEFA Champions League    | Clasificatoria 2 | FC Sheriff            | 0–5  | 1–1        | 1–6          |  |
| 2014–15   | UEFA Champions League    | Clasificatoria 2 | FC Sheriff            | 0–3  | 0–2        | 0–5          |  |
| 2015–16   | UEFA Europa League       | Clasificatoria 1 | Debreceni VSC         | 2–0  | 0–3        | 2–3          |  |
| 2017-18   | UEFA Europa League       | Clasificatoria 1 | PFC Levski Sofia      | 0-0  | 1-3        | 1–3          |  |
| 2018–19   | UEFA Champions League    | Clasificatoria 1 | Astana                | 0–2  | 0–1        | 0–3          |  |
| 2018–19   | UEFA Europa League       | Clasificatoria 2 | Alashkert             | 0–1  | 0–0        | 0–1          |  |
| 2019-20   | UEFA Champions League    | Clasificatoria 1 | Slovan Bratislava     | 1–1  | 1–1        | 2–2 (3:2 p.) |  |
| 2019-20   | UEFA Champions League    | Clasificatoria 2 | APOEL                 | 0–1  | 0–3        | 0–4          |  |
| 2019-20   | UEFA Europa League       | Clasificatoria 3 | Linfield              | 1–2  | 2–3        | 3–5          |  |
| 2020-21   | UEFA Europa League       | Clasificatoria 1 | Borac                 | –    | 0–1        | 0–1          |  |
| 2021-22   | Europa Conference League | Clasificatoria 1 | Gagra                 | 1–0  | 1–1        | 2–1          |  |
| 2021-22   | Europa Conference League | Clasificatoria 2 | Maccabi Tel Aviv      | 0–0  | 1–3        | 1–3          |  |
| 2022–23   | UEFA Champions League    | Clasificatoria 1 | Ludogorets Razgrad    | 0–1  | 0–2        | 0–3          |  |
| 2022–23   | UEFA Conference League   | Clasificatoria 2 | KÍ                    | 0–0  | 0–1        | 0–1          |  |
| 2023-24   | UEFA Conference League   | Clasificatoria 1 | SS Cosmos             | 1-0  | 1-1        | 2-1          |  |
| 2023-24   | UEFA Conference League   | Clasificatoria 2 | FC Santa Coloma       | 2–0  | 0–3 (t.e.) | 2-3          |  |
| 2025-26   | UEFA Conference League   | Clasificatoria 1 | Dinamo Brest          | 1-2  | 2-0        | 3-2          |  |
| 2025-26   | UEFA Conference League   | Clasificatoria 2 | Beitar Jerusalem FC   | 1-2  | 2-5        | 3-7          |  |